# Безопасное пространство

Перевёрнутый розовый треугольник, окружённый зелёным кругом, символизирует солидарность в отстаивании прав ЛГБТ и безопасную территорию, свободную от гомофобии.

Термин безопасное пространство (англ. safe space) относится к местам, созданным для людей, чувствующих себя маргинализованными, в которых они могут собираться и рассказать о своем опыте маргинализации. Зачастую такие места располагаются в университетских кампусах в западном мире, но также и на рабочих местах, как в случае Nokia.
Термины safe space (или safe-space), safer space и positive space могут также указывать на то, что учитель, учебное заведение или студенческий коллектив не терпят насилия, притеснений, домогательств или разжигания ненависти, создавая тем самым безопасное место для маргинализуемых людей.

Место, где каждый может расслабиться и быть полностью независимым в выражении, не чувствовать дискомфортность, нежелательность к себе или небезопасность по причине биологического пола, расы / этнической принадлежности, сексуальной ориентации, гендерной идентичности или выражения, культурного происхождения, возраста или физических или умственных способностей; место, где правила охраняют чувство собственного достоинства каждого человека, и место, где все уважают других.
Оригинальный текст (англ.)A place where anyone can relax and be fully self-expressed, without fear of being made to feel uncomfortable, unwelcome, or unsafe on account of biological sex, race/ethnicity, sexual orientation, gender identity or expression, cultural background, age, or physical or mental ability; a place where the rules guard each person's self-respect and dignity and strongly encourage everyone to respect others.
— Advocates for Youth
В 1989 году организацией «GLUE» были разработаны программы безопасного пространства. Во время различных мероприятий они раздавали магниты с перевёрнутым розовым треугольником, заключенным в зелёный круг, что символизировало союз с геями, а также места, свободные от гомофобии.
Программу безопасной территории используют в высших учебных заведениях по всей Канаде, в том числе в университете Торонто, университете Британской Колумбии, а также в университете Куинс.

## Критика
Критики концепции безопасных территорий считают, что она нарушает принципы свободы слова, способствует появлению эхо-камер и является проявлением «ресегрегации». Английский актёр Стивен Фрай считает, что концепция безопасных территорий и концепция предупреждений о триггерах «инфантилизирует студентов и, возможно, нарушает свободу слова».